# Hanspeter Bleisch
Hanspeter Bleisch  (* 23. August 1945 in Zürich) ist ein Schweizer Puppenspieler. Er ist Gründer der Bühne Puppentheater Bleisch.

## Leben
Bleisch ist der Sohn des Sozialpädagogen und Puppenspielers Hans Bleisch und Rösli Bleisch-Munz. Er absolvierte von 1962 bis 1965 eine Lehre als Hochbauzeichner und arbeitete am Jugendzentrum des Christlichen Vereins Junger Männer. 1970 gründete er das Puppentheater Bleisch. 1975 kam Ursula Imhof zum Puppentheater hinzu. Sie heirateten 1978. 1975 wurde er Sekretär der  Schweizerischen Vereinigung für Puppenspiel (SVfP) und war von 1981 bis 1984 deren Präsident. Er veröffentlichte und illustrierte Werke über das Puppentheater. Ausserdem gestaltete er Ausstellungen mit, darunter die Wanderausstellung «CH-Puppenspiel» (1982), «25 Jahre Puppentheater Bleisch», die 1996 im Gewerbemuseum Winterthur gezeigt wurde, sowie «Welt des Figuren Theaters» (2000 im Museum Lindengut, Winterthur).

## Veröffentlichungen
- Puppentheater, Theaterpuppen. So werden Puppen gebaut, so werden Puppen gespielt, das können Puppen spielen (mit Werner Hürlimann und Ursula Bleisch-Imhof). Orell Füssli, Zürich 1981, ISBN 3-280-01245-7
- Puppentheater, Theaterpuppen. Ein Werk- und Spielbuch (mit Ursula Bleisch-Imhof. Fotos Jiří Vurma). AT-Verlag, Aarau 1991, ISBN 3-85502-406-5
- Schusselengel Amélie (mit Camille Schär, Sophie Lamare). Cleverkids, Bachenbülach 2006, ISBN 978-3-9523099-5-7 (Tonträger)